# William Benjamin Carpenter

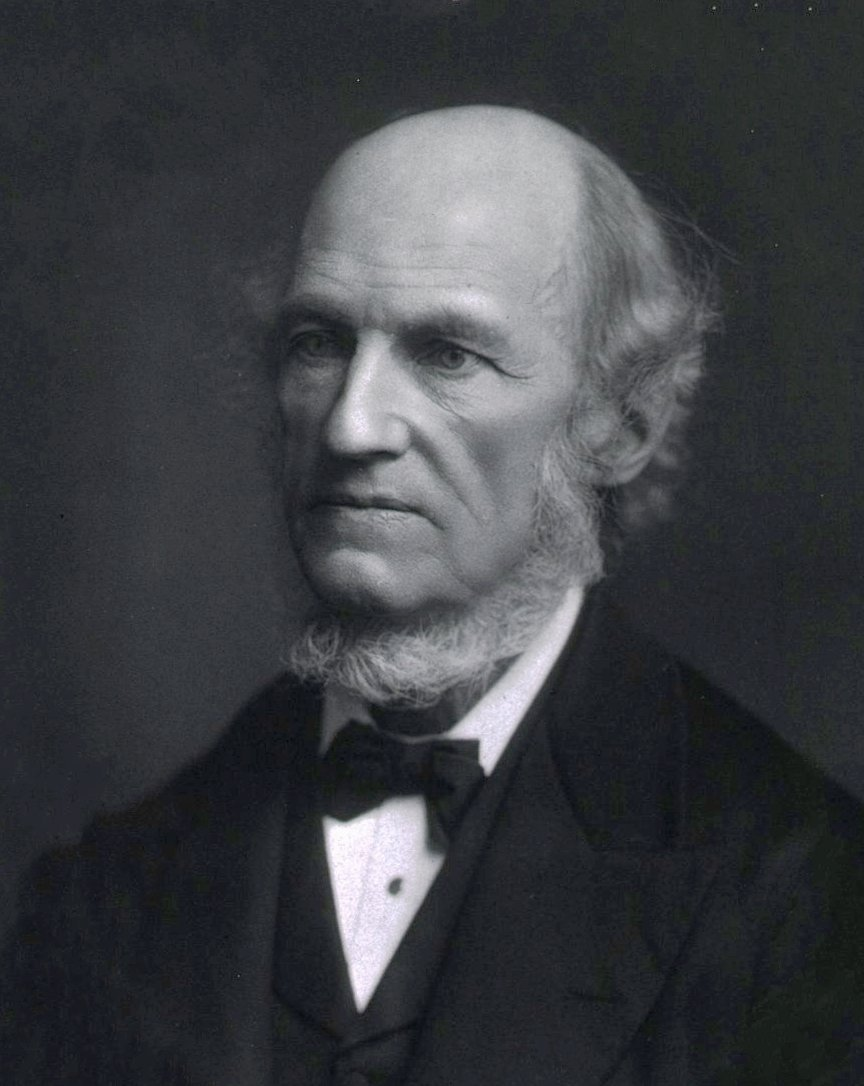
William Benjamin Carpenter

William Benjamin Carpenter (* 29. Oktober 1813 in Exeter; † 19. November 1885 in London) war ein englischer Physiologe und Naturforscher.

## Leben und Wirken
Carpenter studierte Medizin am University College London und an der Universität Edinburgh, wo er 1839 mit der Arbeit The Physiological Inferences to be Deduced from the Structure of the Nervous System of Invertebrated Animals zum M.D. promoviert wurde.
Carpenter wurde zunächst durch sein Handbuch Principles of General and Comparative Physiology (1839) bekannt, in dem er erstmals ein Lehrsystem für eine allgemeine Biologie entwarf. 1844 wurde er zum Mitglied der Royal Society gewählt. 1845 wurde er Fuller-Professor der Physiologie an der Royal Institution. 1847 wurde er Examinator für Physiologie und vergleichende Anatomie an der Universität London, 1849 Professor für Gerichtsmedizin am University College und schließlich 1856 Registrator an der Universität. Seit 1873 war er korrespondierendes Mitglied der Académie des sciences und seit 1875 auswärtiges Mitglied der Bayerischen Akademie der Wissenschaften.
In London leistete er mikroskopische Studien zum Schalenbau und der -struktur sowie zur Systematik der Foraminiferen (Monographie 1862). In der Zoologischen Station Neapel untersuchte er den Bau der Haarsterne. Neben physiologischen Untersuchungen führte er ab 1868 Tiefseeforschungen durch. So organisierte er unter anderem die Challenger-Expedition (1872–1876). Carpenter war an der Diskussion um das Pseudofossil „Eozoon canadense“ beteiligt.
Carpenter beschrieb den nach ihm Carpenter-Effekt genannten ideomotorischen Effekt zum ersten Mal 1852 (siehe auch Ideo-Realgesetz). Er schlug 1853 das „sensory ganglion“ (Thalamus) als den Sitz des Bewusstseins vor.

## Schriften (Auswahl)
- Popular cyclopædia of natural science (3 Bände, London, 1843).
- Principles of General and Comparative Physiology, (London 1839, 4. Aufl. 1854)
- Principles of human physiology (1846, 9. Aufl. 1882)
- Animal physiology (Wm. S. Orr and Co., London, 1848).
- Vegetable physiology and botany; including the structure and organs of plants, their characters, uses, geographical distribution and classification, according to the Natural System (Wm. S. Orr and Co., London, 1847).
- On the Use and Abuse of Alcoholic Liquors, in health and disease. Prize essay (John Churchill, London, 1850).
- Mechanical Philosophy, Horology, and Astronomy (London, 1857).
- Manual of physiology (4. Aufl. 1865)
- The Microscope and its Revelations (1856, 6. Aufl. 1881)
- Zoology. A Systematic Account of the General Structure, Habits, Instincts and Uses of the Principal Families of the Animal Kingdom, (London 1857)
- Zusammen mit Thomas Rupert Jones (1819–1911) und William Kitchen Parker (1823–1890): Introduction to the study of the Foraminifera. (London, 1862).
- Zusammen mit Charles Wyville Thomson und John Gwyn Jeffreys (1809–1885): The Depths of the Sea. An account of the general results of the dredging cruises of H.M.SS. “Porcupine” and “Lightning” during the Summers of 1868, 1869, and 1870 (London, 1873).
- Principles of Mental Physiology (1874, 6. Aufl. 1881)